# Bayliss Levrett
Bayliss Levrett,  ameriški dirkač Formule 1, * 14. februar 1914, Jacksonville, Florida, ZDA, † 13. marec, 2002, Reno, Nevada, ZDA.
Bayliss Levrett je pokojni ameriški dirkač, ki je med letoma 1949 in 1950 sodeloval na ameriški dirki Indianapolis 500, ki je med letoma 1950 in 1960 štela tudi za prvenstvo Formule 1. Leta 1950 je dirkal skupaj z Billom Cantrellom in zasedel sedemindvajseto mesto. Umrl je leta 2002 za Alzheimerjevo boleznijo.